# Acrotrichis nana
Acrotrichis nana är en skalbaggsart som beskrevs av Embrik Strand 1946. Acrotrichis nana ingår i släktet Acrotrichis, och familjen fjädervingar. Arten är reproducerande i Sverige.